# Stormgade
Stormgade er en gade mellem Frederiksholms Kanal og H.C. Andersens Boulevard i Indre By (København) i København. Ved H.C. Andersens Boulevard ligger gaden i forlængelse af Tietgensgade, mens den i den modsatte ende støder op til Stormbroen, der fører over kanalen til Vindebrogade på Slotsholmen. Gaden er opkaldt efter Stormen på København i 1659, hvor de svenske troppers hovedangreb fandt sted i dette område.

## Historie
Området syd for Slotsholmen var oprindelig en del af det lavvandede område Kalveboderne, og kysten gik omtrent hvor Stormgade ligger nu. Her fandt hovedangrebet sted under Stormen på København natten mellem 10. og 11. februar 1659, idet de svenske tropper her forsøgte at komme over isen til Slotsholmen. Efter angrebet blev det besluttet at forbedre forsvaret af Slotsholmen ved at forlænge Københavns Vestervold ud i vandet. Området mellem volden og den nye Frederiksholms Kanal blev tørlagt og bebygget med det nye kvarter Frederiksholm med fem korte gader, heriblandt Stormgade.
Da Vestervold blev fjernet i slutningen af 1870'erne, blev Stormgade forlænget over det tidligere voldterræn til Vestre Boulevard, nu H.C. Andersens Boulevard.
I den gamle del af gaden blev hele den sydøstlige side revet ned i 1931 for at give plads til en udvidelse af Nationalmuseets bygning Prinsens Palæ. En af bygningerne havde ellers stået fra 1783 til 1923.

## Kendte bygninger og indbyggere
Stormgades mest karakteristiske bygning er utvivlsomt Nationalmuseet, hvis facade mod gaden stammer fra 1929-1938. Dets mest karakteristiske træk er en kolonnade med 28 søjler i bornholmsk granit i hele bygningens længde. Museets hovedindgang finder man dog ikke her men i den parallelle Ny Vestergade.
På den modsatte side af gaden kan blandt andet nævnes nr. 6, der er fra 1851 og blev fredet i 1918. Nr. 8 var oprindelig to separate bygninger fra et tidspunkt før 1734, der blev slået sammen i 1748. Holsteins Palæ i nr. 10 blev oprindelig bygget i 1687, men dets nuværende udseende skyldes primært en udvidelse foretaget af Jacob Fortling i 1756. Det husede Statens Naturhistoriske Museum mellem 1827 og 1871. Det Harboeske Enkefruekloster i nr. 14 blev ombygget af Elias David Häusser i 1741, men dets nuværende udseende skyldes udvidelser og ændringer foretaget af Lauritz de Thurah mellem 1754 og 1760. Hjørnebygningen i nr. 16 blev bygget til den kongelige konditor Jens Raae i 1791. Kvistvinduet mod Stormgade blev tilføjet i 1811, og der er sket flere ændringer siden. Bygningen blev fredet i 1945.
Hjørnebygningen i nr. 18 på den anden side af Vester Voldgade blev oprindelig bygget til Overformynderiet, der senere flyttede til en ny bygning på Holmens Kanal. Bygningen blev tegnet af Hans Jørgen Holm og er fra 1894. I 2014 blev det besluttet at ombygge den og dele af nabobygningen i nr. 20 til et nyt hjem for Københavns Museum.